# وشكين
وشكين هي قرية في مقاطعة ساوجبلاغ، إيران. يقدر عدد سكانها بـ 114 نسمة بحسب إحصاء 2016.